# Je l'aimais
 Je l'aimais è un film del 2009 di produzione internazionale diretto da Zabou Breitman.
Il film è basato sul romanzo omonimo del 2002 scritto da Anna Gavalda.